# حساب الأبقطي
حساب الأبقطي هو الحساب الذي وضع قواعده البابا ديمتريوس الكرام البطريرك الثاني عشر من باباوات الكرسي السكندري. وهو الحساب الذي يحسب موعد الأعياد الكنسية المتنقلة وعيد القيامة المجيد.
كلمة الأبقطي معربة من الكلمة اليونانية apokty ومعناها «الباقي»؛ وقد دخلت كلمة tapokty إلى القبطية بنفس المعنى وتعني فاضل الشمس وفاضل القمر.
وحساب الأبقطي هو عبارة عن حسابات تجري للوصول إلى موعد الفصح عند اليهود وبالتالي موعد عيد القيامة وما يسبقة من اصوام وما يلحقه من الخماسين وبعض الأعياد، ولأن الباقي أو الفاضل من العمليات الحسابية يؤخذ به في خطوات العمليات الحسابية لذلك اشتهر الحساب باسم حساب الأبقطي أو الفاضل أو الباقى، وهذا الحساب يعتبر ملتزما إلى حد كبير جدا بالأسس التي وضعها ميتون في ما يسمى دورة ميتونية التي يسير عليها التقويم العبري، وهذه الدورة الميتونية تعمل على التوفيق بين السنة الشمسية، والسنة القمرية، رغم وجود فارق بين السنة الشمسية والقمرية حوالي 11 يوماً، فيتم إضافة شهر كامل للسنة القمرية كل ثلاثة أعوام على الأغلب وليس دائما، فتكون السنة الكبيسة ثلاثة عشر شهراً، فهي دورة تتكون من تسعة عشر (19) عاما بها 12 سنة بسيطة و7 سنوات كبيسة حتى تتوافق الدورتان الشمسية والقمرية، والسنوات الكبيسة في هذه الدورة تكون على النحو التالي: العام الثالث (3) والسادس (6) والثامن (8) والحادي عشر (11) والرابع عشر (14) والسابع عشر (17) والتاسع عشر (19).

## مؤسس حساب الأبقطي
أسس هذا الحساب البابا دمتريوس المشهور «بالكرام» وهو البابا القبطي الثاني عشر من عداد بطاركة الكنيسة القبطية الأرثوذكسية والذي مكث بطريركا 42 سنة وسبعة شهور وخمسة أيام (من 4 مارس سنة 188م – 9 أكتوبر سنة 230م) (1).
والبابا دمتريوس هو الرجل تمكن من ضبط حساب لتحديد ميعاد ذبح الخروف عند اليهود وتحديد موعد عيد القيامة عند المسيحيين واعتمد في ذلك على حساب علم الفلك المعاصر الذي وضعه بطليموس الفلكي صاحب كتاب «المجسطي».
وكان البابا دمتريوس يوجه منشورا كل عام لكنائس العالم أجمع يحدد فيه موعد عيد القيامة.

## أهمية حساب الأبقطي
يعتقد المسيحيون أن الآباء أوصوا في الفصل الحادي والثلاثين من كتاب الدسقولية أن يُصنع عيد القيامة لديهم في يوم الأحد الذي يلي فصح اليهود
وحساب الأبقطي هو الذي يحدد موعد ذبح الخروف عند اليهود ولأن ذبح الخروف عند اليهود مرتبط بالتقويم اليهودي، وتقويم اليهود مرتبطا بالشمس والقمر إذ أنه تقويم قمري وشمسي معا – قمري من حيث الشهور – كما أن اليهود والزراعة ترجع إلى المناخ، والمناخ بدوره مرتبط بالشمس لا بالقمر، لذلك لجأوا إلى إضافة شهر ثالث عشر في كل ثلاث سنوات مرة حتى تساير السنة اليهودية السنة الشمسية، وحتى تقع الأعياد المرتبطة بالزراعة في موعدها وفي موسمها تماما وعلى ذلك يتقدم يوم ذبح الخروف ويتأخر تبعا لإضافة الشهر الثالث عشر (آذار الثاني) أو عدم إضافته وبموجب حساب الأبقطي وبدون الرجوع إلى اليهود أنفسهم يمكن التحديد (أي تحديد ذبح خروف الفصح عند اليهود).
و لكن يؤخذ على حساب الأبقطي أنه تعامل مع الدورة القمرية على أساس أن السنة القمرية دائما 354 يوماً في السنة البسيطة و384 في السنة الكبيسة، على الرغم من أن السنة عند اليهود ستة أنواع هي:
1. بسيطة معتدلة وطولها 354 يوماً.
2. بسيطة زائدة وطولها 355 ييوماً.
3. بسيطة ناقصة وطولها 353 ييوماً.
4. كبيسة معتدلة وطولها 384 ييوماً.
5. كبيسة زائدة وطولها 385 ييوماً.
6. كبيسة ناقصة وطولها 383 ييوماً.
كما أن حساب الأبقطي للمدقق فيه يجد أنه يتعامل مع السنة الشمسية على أنها 365 ييوماً ولم يراعي طول السنة الشمسية وهو 365.25 تقريبا، لذلك يتم إضافة سنة كبيسة كل أربعة أعوام، وهذا هو الذي يفسر الفرق دائما ما بين حساب الأبقطي لفصح اليهود والتاريخ الفعلي عند اليهود أنفسهم

## موعد عيد القيامة في القرن الثاني الميلادى
سجل القرن الثاني الميلادي جدلا طويلا بين فريقين من الكنائس حول تحديد موعد عيد القيامة.
أ‌- فالمسيحيون في آسيا الصغري وكيليكيا وبين النهرين وسوريا كانوا يعيدون في اليوم الرابع عشر من شهر نيسان العبري تذكارا للصلب، واليوم السادس عشر من الشهر المذكور للقيامة وذلك في أي يوم من أيام الأسبوع سواء صادف الجمعة للصلب والأحد للقيامة أو لم يصادف.
وكانوا في يوم 14 نيسان عندما يجرون تذكار الصلب يفطرون اعتقادا منهم أن هذا اليوم هو يوم تحرير الجنس البشري من العبودية، فيصرفون يوم الصلب في الحزن وبعد الفريق يقول أنه تسلم هذه العادة من القديسين يوحنا وفيلبس الرسولين.
ب‌- أما المسيحيون في بلاد اليونان ومصر والبنطس وفلسطين وبلاد العرب فلم يجعلوا اليوم (14، 16 نيسان) أهمية بقدر اهمية الجمعة كتذكار للصلب والأحد كتذكار للقيامة.
ولقد سافر بوليكربوس أسقف أزمير نحو سنة 160م إلى روما لينهي بعض المسائل ومن بينها عيد الفصح، أملا بأن يقنع أنكيطوس أسقف روما وجهة نظره والسير على منوال كنائس أسيا، وطال بينهما الجدل.

## مجامع مكانية لحسم الخلاف
لقد استمر الحال على هذا المنوال إلى أواخر القرن الثاني، وأوائل القرن الثالث الميلادي فعقدت مجامع مكانية مختلفة بعضها حكم بأن يعيد المسيحيون عيد القيامة في يوم الأحد ولا يحل الصوم قبل ذلك ومن هذه المجامع انعقد مجمع روما سنة 198م برئاسة البابا فيكتور الذي أيد رسالة البابا دمتريوس الكرام

### موقف كنيسة الإسكندرية من عيد القيامة
لقد كان لكنيسة الإسكندرية موقف رائد نحو هذا الخلاف وقد حدد البابا دمتريوس الكرام بأن يكون الفصح المسيحي في يوم الأحد التالي للفصح اليهودى.. وكتب إلى روما وأنطاكية وبيت المقدس موضحا لهم كيفية استخراج الحساب فلم يجد ممانعة في شئ البتة، بل قبله أكثر الأربعة عشرية وأوضح لهم ضرورة أن يكون الفصح المسيحي بعد الفصح اليهودي لأن المسيحيين يعتقدون أن المسيح عمل الفصح مع الإسرائيليين في اليوم الرابع عشر من نيسان ثم تألم بعد ذلك. أما الرسائل الفصحية التي كان يبعث بها بابوات الإسكندرية فهي رسائل متضمنة تعيين يوم الفصح المسيحي اعتمادا على أن مدرسة الإسكندرية كانت تعتني بالحساب الفلكي لتعيين موعد اليوم الرابع عشر من نيسان الذي يكون عادة في الاعتدال الربيعى.
ولذلك كان حاملو هذه الرسائل يجوبون البلاد شرقا وغربا لكي يحتفل المسيحيون جميعا بالفصح في يوم واحد

### الدسقولية وموعد عيد القيامة
جاء في كتاب الدسقولية الباب الحادي والثلاثون
أ‌- في مقدمة الباب: (وواجبنا نحن معشر المسيحيين أن نستقصي لأجل يوم الفصح كي لا نصنعه في غير الأسبوع الذي يقع فيه اليوم الرابع عشر من الهلال ويوافق شهر نيسان الذي هو بالقبطي برموده.
ب‌- وجاء في أول الباب المذكور (1): (يجب عليكم يا إخوتنا الذين اشتريتم بالدم الكريم الذي للمسيح، أن تعلموا يوم الفصح بكل استقصاء واهتمام عظيم من بعد طعام الفطير الذي يكون في زمان الاعتدال (الربيعي) الذي هو خمسة وعشرون من برمهات، وأن لا يعمل هذا العيد الذي هو تذكار آلام الواحد دفعتين في السنة، بل دفعة واحدة للذي مات عنا دفعة واحدة. واحذروا من أن تعيدوا مع اليهود لأنه ليست لكم الآن معهم شركة. لأنهم ضلوا وأخطأوا وزلوا هؤلاء الذين ظنوا أنهم تكلموا بالحق فصاروا ضالين في كل زمان وابتعدوا عن الحق. أما أنتم فتحفظوا باستقصاء من عيد اليهود الذي فيه طعام الفطير الذي يكون في زمن الربيع الذي هو خمسة وعشرون من برمهات هذا الذي يحفظ إلى أحد وعشرين ييوماًمن الهلال حتى لا يكون أربعة عشر من الهلال في أسبوع آخر غير الأسبوع الذي تعلمون فيه الفصح فتصبحون تصنعون الفصح دفعتين في السنة بقلة المعرفة... إلخ).

### مجمع نيقية وموعد عيد القيامة
نظرا لأن العيد ليس له أصل في تحديده من عند المسيح أو تلاميذه لذا كان لابد من التوافق على ميعاد، فالتأم المجمع المسكوني الأول في نيقية بيثينية في سنة 325م على قسطنطين الكبير ومن أشهر الآباء الذين حضروه الكسندروس بطريركالإسكندرية ومعه أثناسيوس، وألكسندروس أسقف القسطنطينية، وأوسيوس أسقف قرطبة (أسبانيا) والكاهنان ثيتون وفكنديوس مندوبا سلفستر بابا روما، وأفسطاثيوس بطريرك أنطاكية، ومكاريوس أسقف أورشليم..
وكان عدد آباء هذا المجمع حسب ما وصل في تقليد الكنيسة المقبول 318 أسقفا عدا عدد وافر من القسوس والشمامسة أتوا من كل الكنائس في أوروبا وأفريقية وآسيا.
وقد دعي هذا المجمع للنظر في مقالة أريوس الذي قال عن المسيح أنه مخلوق وغير مساو للآب في الجوهر. وبعد أن رذل المجمع مقالته وحكم عليه وحرمه. وضع دستورا الذي عُرف باسم (قانون الإيمان النيقاوى)، وقد وضع الآباء هذا القانون بناء على رأي الأغلبية لتحديد بعض المعالم التي يمكن أن تسير بها الديانة المسيحية في وقتها.
وبسبب الاختلافات في تاريخ تعييد الفصح لم يتأخر المجمع النيقاوي عن العناية بحل هذه المسألة نهائيا إجابة لرغبة الملك قسطنطين. فتقرر في هذا المجمع:
أولا: أن يعيد الفصح دائما في يوم أحد.
وثانيا: أن يكون في الأحد الذي بعد 14 القمري أي بعد بدر الاعتدال الربيعى.
وبما أن تحديد الاعتدال الربيعي يستدعي مراقبات وتدقيقات فلكية، وكانت الإسكندرية متميزة عن غيرها بالمعارف الفلكية فقد كلف المجمع أسقفها (أي بطريركها) أن يعين كل سنة يوم الفصح بموجب ما يحدد في المجمع المقدس وأن يعلن ذلك لكل الكنائس، بقرب عيد الغطاس، برسائل كانت تدعى فصحية، وقد أرسل آباء المجمع النيقاوي رسالة إلى كنيسة الإسكندرية يبلغون فيها الإكليروس والشعب بعض ما جرى كتابة ليتسنى لهم الاطلاع على ما دار من الأبحاث وما تم بشأنها من توافق بين الأغلبية وما انتهى المجمع إلى وضعه وتثبيته وقد شملت الرسالة ثلاثة موضوعات تهم مصر وكنيسة الإسكندرية بنوع خاص وهي:
(أ‌) حرم أريوس وأفكاره.
(ب‌) موضوع ملاتيوس أسقف أسيوط (أن يبقى في مدينته مع تجريده من السلطة فلا يشرطن أحدا ولا يدير مصالح الكنيسة
(ج‌) الاتفاق المختص لتحديد عيد القيامة
وقد جاء بالرسالة بخصوص الموضوع الأخير ما يأتى: (ثم أننا نعلن لكم البشري السارة عن الاتفاق المختص الفصح المقدس فإن هذه القضية قد سويت بالصواب بحيث أن كل الأخوة الذين كانوا في الشرق يجرون على مثال اليهود، صاروا من الآن فصاعدا يعيدون الفصح، العيد الأجل الأقدس، في الوقت نفسه، كما تعيده كنيسة روما وكما تعيدونه أنتم وجميع من كانوا يعيدونه هكذا منذ البداية...)
ولذلك فقد سرتنا هذه النتائج المحمودة، كما سرنا استتباب السلام والاتفاق عامة مع قطع دابر كل بدعة. فاستقبلوا بأوفر إكرام وأعظم محبة زميلنا أسقفكم ألكسندروس الذي سرنا وجوده معنا... الخ)

### قاعدة غريغوريوس الثالث عشر (بابا روما) في تحديد موعد عيد القيامة
اتبع غريغوريوس طريقة خاصة يحدد بها موعد عيد القيامة فلم يعد يلجأ إلى بطريرك الإسكندرية ولا إلى حساب الأبقطي ولا إلى القواعد المرعية منذ القديم.
فقال بأن عيد القيامة يكون:
أ‌- في يوم الأحد
ب‌- الذي يلى البدر (14 في الشهر القمرى)
ت‌- الذي يلى الاعتدال الربيعى (21 مارس)
و يقول الأرثوذكس أن بهذه القاعدة قد يأتى عيد القيامة قبل ذبح خروف فصح اليهود ويكون المرموز اليه قد جاء قبل الرمز.
و قد لجأ غريغوريوس إلى هذا بعد اكتشاف خطأ في حساب السنة الشمسية، وتم اكتشاف هذا الخطأ عام 1582 م، حيث كانوا يحتسبون السنة الشمسية أنها 365 ييوماًو6 ساعات (ربع يوم)، لذلك يتم إضافة يوم كل أربع سنوات فيما يسمى بالسنة الكبيسة، ولكن في القرن السادس الميلادي اكشفوا أن طول السنة الشمسية يساوي 365 ييوماًو5 ساعات و48 دقيقة و46 ثانية أي أن هناك فرق مقداره 11 دقيقة و14 ثانية جعل فرقا في عام 1582 مقداره 10 أيام، وقد وصل هذا الفرق في القرن العشرين إلى 13 ييوماًوسيصل في بداية القرن الثاني والعشرين إلى 14 ييوماً لأنهم يحذفون 3 أيام كل 400 عام، وذلك بجعل السنوات المئوية التي لا تقبل القسمة على (400) سنوات بسيطة كعام 1700 و1800 و1900 أما الأعوام التي تقبل القسمة على 400 تظل كبيسة كما هي مثل: 1600 و2000، والتزم الغربيون والعالم الآن أجمع بهذا التعديل ولكن أصرت الكنائس الشرقية وكنيسة الإسكندرية أصروا على الحساب القديم، واكتفت الكنائس لغربية بمئات الأعوام التي أخطأوا فيها الحساب، وعلى كل حال فإن حساب الأبقطي يقوم حسابه دائما على أن السنة الشمسية تساوي 365 ييوماًدون مراعاة للسنوات الكبيسة

الأعياد ومواعيدها
تنقسم الأعياد من حيث نوعها إلى:
(1) – أعياد سيدية (وهي التي تخص السيد المسيح له المجد وعددها أربعة عشر عيدا، وهي نوعان:
أ‌- أعياد سيدية كبيرة وعددها سبعة أعياد.
ب‌- أعياد سيدية صغيرة وعددها سبعة أعياد.
(2) – أعياد للسيدة العذراء والملائكة والرسل والشهداء والقديسين.
وتنقسم كل هذه العياد من حيث تحديد مواعيدها إلى نوعين:
أعياد ثابتة التاريخ، واعياد متحركة (متنقلة).
أولا: الأعياد الثابتة
الأعياد الثابتة أو غير المتحركة (المتنقلة) هي تلك الأعياد التي تأتى كل عام في نفس الموعد المحدد لها في الكتب الطقسية مثل كتاب السنكسار أو كتاب الدفنار أو كتاب القطمارس، أو كتاب ترتيب البيعة وغيرهم فلا تتغير عن الموعد المرسوم لها في الشهر القبطي.
ومن الأعياد الثابتة ما يأتى:
أ- من الأعياد السيدية الكبرى:
- عيد البشارة 29 برمهات
- عيد الميلاد 29 أو 28 كيهك
- الغطاس 11 طوبة
ب- من الأعياد السيدية الصغرى:
- الختان 6 طوبة
- عرس قانا الجليل 13 طوبة
- دخول السيد المسيح إلى الهيكل 8 أمشير
- دخول السيد المسيح إلى أرض مصر 24 بشنس
- عيد التجلى 12 مسرى
ج- أعياد السيدة العذراء:
- ميلادها أو بشنس
- دخولها الهيكل 3 كيهك
- نياحتها 21 طوبة
- إعلان صعود جسدها 16 مسرى
وكذلك جميع أعياد الملائكة والقديسين ثابتة وغير متنقلة عن اليوم الذي وضع لها في الكتب الكنسية.
ثانيا: الأعياد المتحركة:
هي تلك الأعياد والمواسم التي تتقدم وتتأخر من أسبوع إلى خمسة أسابيع لارتباطها بعضها ببعض وبعيد القيامة.
ولما كان عيد القيامة مرتبط بالتقويم اليهودى، والتقويم اليهودى مرتبط بالشمس والقمر إذ هو تقويم شمسى قمرى.
لذلك تتقدم وتتاخر طبقا لتقدم وتاخر ذبح خروف الفصح عند اليهود.
وبالرجوع إلى الكتب الطقسية مثل: قطمارس الصوم الكبير وقطمارس البصخة وقطمارس الخماسين ودلال أسبوع الالام وكتاب ترتيب البيعة، نستطيع أن ندرك هذه المجموعة من المناسبات وهي:
55 يوم الصوم الكبير
50 يوم الخماسين المقدسة
ويسبق الصوم الكبير فطر الميلاد، ويلى الخماسين صوم الرسل القديسين.
وبما أن فطر الميلاد يبدأ بيوم محدد ثابت وهو موعد عيد الميلاد 29 أو 28 كيهك.
وصوم الرسل ينتهى في اليوم الخامس من شهر أبيب عيد استشهاد الرسولين بطرس وبولس.
فتكون هذه المدة عبارة عن:
1- فطر الميلاد
2- الصوم الكبير
3- الخماسين
4- صوم الرسل
وهذه المواسم عبارة عن 186 ييوماً (في سنوات البسيطة) أو 187 ييوماً (في السنوات الكبيسة) موزعة كالاتى:

معلوم أن فترة الصوم الكبير والخمسين المقدسة مدتها 105 يوم فتكون:
186 / 187 الفترة من عيد الميلاد إلى عيد الرسل
- 150 فترة الصوم الكبير والخمسين
فيتبقى 81 أو 82 يوم هي عبارة عن فطر الميلاد مع صوم الرسل ويرتبط فطر الميلاد في كميته مع صوم الرسل ارتباطا تكامليا أي إذا زاد الواحد نقص الآخر والعكس بالعكس بشرط الا يتجاوز معا 81 أو 82 ييوماً ولابد أن يقع الصوم الكبير والخمسين المقدسة بين هذه المدة، ولابد أن تتقدم وتتأخر طبقا لنظام الفصح اليهودى، والمرتبط بدوره بالتقويم اليهودى القمرى الشمسى، لذلك تقل أيام فطر الميلاد إذا ما بكر عيد القيامة ويتيح ذلك زيارة أيام صوم الرسل.
كما تقل أيام صوم الرسل إذا ما تأخر عيد القيامة ويتبع ذلك زيارة فطر الميلاد.
لماذا تختلف مدة (فطر الميلاد وصوم الرسل)
من 81 ييوماًإلى 82 ييوماً؟
تكون مدة فطر الميلاد وأيام صوم الرسل معا 81 ييوماًعلى مدى ثلاثة سنوات متوالية وفي السنة الرابعة (التي تقبل القسمة على 4 بدون باقى) تكون المدة 82 ييوماً والسبب في ذلك يرجع إلى موعد عيد الميلاد، فهو ثلاثة سنين يكون 29 كيهك والسنة الرابعة يكون 28 كيهك ومثال ذلك..
عيد الميلاد سنة 1704 ش 28 كيهك
عيد الميلاد سنة 1705 ش 29 كيهك
عيد الميلاد سنة 1706 ش 29 كيهك
عيد الميلاد سنة 1707 29 كيهك
عيد الميلاد سنة 1708 28 كيهك
عيد الميلاد سنة 1709 29 كيهك
عيد الميلاد سنة 1710 29 كيهك
عيد الميلاد سنة 1711 29 كيهك
عيد الميلاد سنة 1712 28 كيهك
وذلك لأن الكنيسة تحتفل بعيد البشارة يوم 29 برمهات وبعيد الميلاد يوم 29 كيهك من كل عام قبطي.
ومجموع الفترة من 29 برمهات حتى 29 كيهك 275 ييوماً على أساس أن النسئ 5 أيام فقط كل ثلاثة سنين متوالية.
9 شهور × 30 = 270 + 5 أيام النسئ = 275
ونحن نعلم أن النسئ يأتى 6 أيام كل أربعة سنين مرة فلو كان النسئ 6 أيام وعيد الميلاد في 29 كيهك تكون الفترة 276 عوضا عن 275 ييوماً
ولما كانت مدة وجود الجنين في أحشاء السيدة العذراء ثابتة بلا زيادة ولا نقص (275 ييوماً) ولكى لا يزيد يوم وتصل المدة إلى 276 ييوماًلذلك تعيد الكنيسة عيد الميلاد كل أربعة سنين مرة يوم 28 كيهك.

## طريقة حساب عيد القيامة
1- بداية تقوم بقسمة العام الذي تريد حساب عيد القيامة فيه على 19 ثم تأخذ الباقي لتعرف دور القمر في هذه السنة
مثال 2013/19 = 105 والباقي 18
إذا أردت الحساب على التقويم القبطي فاطرح رقم 1 من السنة التي تريد الحساب فيها ثم تقسم على 19 وتأخذ الباقي
مثال: عام 1729- 1 = 1728 ثم 1728/19=90 والباقي 18
2- تأخذ رقم دورة القمر وتضربه في 11 وهو متوسط الفارق بين السنة الشمسية والقمرية
مثال: 18 ضرب 11 = 198
3- تحذف شهور كاملة من الناتج (رقم 30 بمضاعفاته)
مثال: 198 - 180 = 18
4- طرح الناتج من 40(قاعدة ثابته)
مثال: 40-18=22
- هذا الرقم الأخير يمثل ميعاد ذبح الخروف عند اليهود
فإذا كان من 1 إلى 23 يكون في برمودة وإن كان من 25 إلى 30 يكون في برمهات، ولا يكون أبدا الناتج 24
و يكون الأحد التالي لهذا التاريخ هو عيد القيامة
و في المثال الذي ذكرناه وهو عام 2013 يكون ميعاد ذبح الخروف عند اليهود حسب حساب الأبقطي 22 برمودة الموافق 30 إبريل وبذلك يكون الأحد التالي له هو عيد القيامة أي يوم 5 مايو
و كما سلف القول هناك فارق بين تاريخ ذبح الخروف عند اليهود في حساب الأبقطي والموعد الفعلي لعيد الفصح اليهودي لأن حساب الأبقطي يعتبر السنة الشمسية 365 ييوماًدائما رغم وجود بعض السنوات الكبيسة التي تجعل السنة 366 ييوماً كما أنه اعتمد في حساب السنة القمرية على المتوسط حيث جعل السنة البسيطة دائما 354 ييوماًوالكبيسة 384 ييوماً رغم أن السنة عند اليهود لها 6 حالات وهي 353 و354 و355 ييوماًفي البسيطة و383 و384 و385 في السنوات الكبيسة.

## أهمية حساب الأبقطي عند المصريين
حساب الأبقطي له تأثيره في عموم الشعب المصري وليس المسيحيين فقط، لوجود عيد شم النسيم الذي تحدد ميعاده الكنيسة المصرية بناء على حساب الأبقطي، وهذا العيد قرر المسيحيون أن يغيروا ميعاده ليكون بعد عيد القيامة بيوم، فيكون عيد القيامة الأحد وشم النسيم الإثنين، وكان ذلك في القرن الرابع الميلادي، وإلى الآن يلتزم عموم الشعب المصري بقرار الكنيسة في هذا الشأن.